# Acanthodactylus erythrurus
La lagartija colirroja (Acanthodactylus erythrurus) es una especie de lagartija que habita las zonas secas de suelo arenoso y escasa vegetación de la península ibérica y el noroeste de África. Llegan a medir hasta 23 cm. La parte inferior de la larga cola posee un color rojo vivo característico.
Se dedica a cazar escarabajos, hormigas y saltamontes. Las hembras ponen 4-6 huevos de los que salen las crías a los 70 días.

## Morfología
- Mide unos 7-8 cm de la cabeza a la cola.
- La cabeza es bastante grande y le falta la escama occipital.
- El dorso es gris oso con rayas longitudinales blancas más o menos marcadas y con manchas oscuras.
- Los jóvenes son inconfundibles: presentan un diseño en el dorso de rayas blancas y negras, y tienen la cola y los muslos de color rojo vivo (esta característica suele mantenerse en algunos individuos adultos, sobre todo en hembras).

## Distribución geográfica
Habita en la península ibérica y en el noroeste de África. 

## Hábitat
La lagartija colirroja es una especie extremadamente adaptada a terrenos blandos y sueltos, especialmente  arenosos, y presenta los dedos con las  escamas inferiores imbricadas, lo que constituye una adaptación a este tipo de suelos, ya que esta disposición de las escamas aumenta la sustentación.

## Comportamiento
Vive en el suelo y corre por encima de la arena a gran velocidad levantando la cola de forma característica y escondiéndose en la base de los arbustos. Excava con facilidad y no es difícil verla en reposo manteniendo las  patas anteriores levantadas. 
Como las otras lagartijas de arena, en las poblaciones costeras, suele mantenerse activa durante todo el año, aunque una parte de la población suele retirarse a las madrigueras durante los meses más fríos. 

### Alimentación
Come varios tipos de artrópodos, sobre todo insectos (coleópteros, formícidos, heterópteros, himenópteros, etc.), Aunque durante la primavera y el verano es frecuente la ingestión de alimento vegetal. 
A veces, practica el canibalismo.

### Reproducción

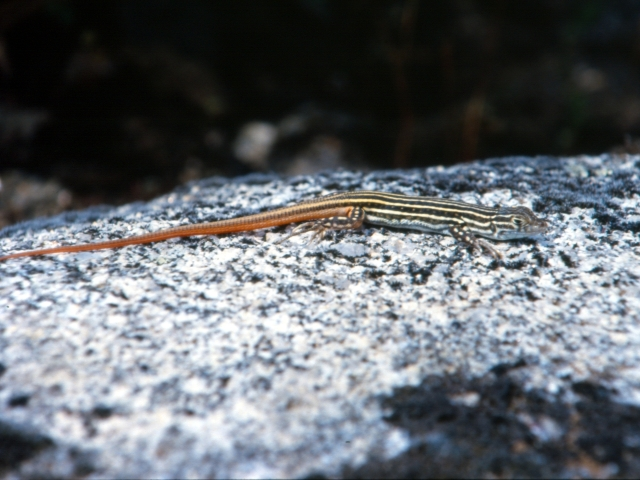
Ejemplar juvenil.

En abril-junio se observan las primeras cópulas, y la puesta (1-5 huevos) oscila de mayo a junio o a principios de julio. A veces pueden hacer dos puestas. 
La madurez sexual se alcanza generalmente al año y medio de nacer.